# 拉泰拉
拉泰拉（義大利語：Latera），是意大利维泰博省的一个市镇。总面积22.65平方公里，人口964人，人口密度42.6人/平方公里（2009年）。ISTAT代码为056032。